# Gée-Rivière
Gée-Rivière település Franciaországban, Gers megyében. Lakosainak száma 44 fő (2022. január 1.). Gée-Rivière Barcelonne-du-Gers, Bernède, Corneillan és Saint-Germé községekkel határos.

## Népesség
A település népességének változása:
| Lakosok száma | 44   | 39   | 51   | 45   | 48   | 46   | 46   | 47   | 46   | 44   |
|               | 1968 | 1982 | 1990 | 2006 | 2013 | 2015 | 2017 | 2019 | 2020 | 2022 |